# دستور المكسيك
دستور المكسيك والمعروف رسميًا باسم الدستور السياسي للولايات المتحدة المكسيكية هو الدستور الحالي لدولة المكسيك. تولت الجمعية التأسيسية التي انعقدت في مدينة سانتياغو دي كيريتارو بولاية كيريتارو وضع مسودته إبان الثورة المكسيكية. وحصل على موافقة المؤتمر التأسيسي بتاريخ 5 فبراير عام 1917. يعد هذا الدستور خلفًا لدستور عام 1857 وما سبقه من الدساتير المكسيكية السالفة. يمثل دستور عام 1917 نصرًا قانونيًا للثورة المكسيكية، ويذهب البعض إلى اعتباره الثورة بحد ذاتها.
تعد النسخة الحالية من دستور عام 1917 الوثيقة القانونية الأولى من نوعها في العالم بأسره التي تطرقت إلى موضوع الحقوق الاجتماعية. وكانت بمثابة نموذج لكل من دستور جمهورية فايمار لعام 1919 ودستور الجمهورية الاتحادية الاشتراكية الروسية السوفيتية لعام 1918. تعد كل من المادة 3 والمادة 27 والمادة 123 من أهم أحكام الدستور والتي جاء اعتمادها تجاوبًا مع التمردات المسلحة التي قامت بها الطبقات الشعبية خلال الثورة المكسيكية. تعكس هذه المواد التغييرات العميقة التي طرأت على الفلسفة السياسية المكسيكية، والتي أسهمت في هيكلة جوانب عدة على الصعيدين السياسي والاجتماعي في البلاد خلال القرن العشرين. أرست المادة 3 حق الفرد في الحصول على تعليم مجاني إلزامي علماني وبذلك رمت إلى تقييد سلطة الكنيسة الرومانية الكاثوليكية في المكسيك، في حين وضعت المادة 27 الأساس لإقرار عدد من الإصلاحات الزراعية، وكُرست المادة 123 لتمكين القطاع العمالي الذي ظهر في أواخر القرن التاسع عشر واتجهت إلى دعم الفصيل المنتصر في الثورة المكسيكية.
هدفت المواد 3 و5 و24 و27 و130 إلى تقييد صلاحيات الكنيسة الرومانية الكاثوليكية في المكسيك دون هوادة. أدت محاولات الرئيس بلوتاركو إلياس كاليس (1924-1928) تطبيق هذه المواد تطبيقًا صارمًا إلى اندلاع الصراع الدموي المعروف باسم حرب كريستيرو.
خضع الدستور لتنقيحات كبيرة خلال عهد الرئيس كارلوس ساليناس دي غورتاري في عام 1992. وشمل ذلك تعديل المادة 27 بهدف تعزيز حقوق الملكية الخاصة وتمكين خصخصة وحدات الإخيدو الزراعية وإنهاء إعادة توزيع الأراضي. كذلك أبطلت معظم المواد المقيدة للكنيسة الرومانية الكاثوليكية.
يعد يوم الدستور إحدى العطل العامة السنوية في المكسيك والتي تحيي ذكرى صدور الدستور في يوم 5 فبراير عام 1917. تحكم العطلة في أول أيام الاثنين من شهر فبراير بغض النظر عن التاريخ مع أن الذكرى الرسمية هي في يوم 5 فبراير.

## المبادئ الأساسية
بني الدستور على سبع مثل أساسية ألا وهي:
- إعلان الحقوق
- سيادة الأمة
- فصل السلطات
- حكومة تمثيلية
- مبدأ الفيدرالية
- الانتصاف الدستوري
- تفوق الدولة على الكنيسة[14]

## التنظيم
ينقسم الدستور المكسيكي إلى أبواب ويحتوي كل باب على مجموعة من المواد المنوطة بنفس الموضوع العام. في ما يلي أبواب الدستور وهي متفاوتة في طول كل منها:
الباب الأول:
- الفصل الأول: حقوق الإنسان والضمانات الفردية
- الفصل الثاني: المكسيكيون
- الفصل الثالث: الأجانب
- الفصل الرابع: المواطنون المكسيكيون

الباب الثاني:
- الفصل الأول: السيادة الوطنية وشكل الحكومة
- الفصل الثاني: الأجزاء المؤلفة للاتحاد والأراضي الوطنية

الباب الثالث:
- الفصل الأول: فصل السلطات
- الفصل الثاني: السلطة التشريعية
- الفصل الثالث: السلطة التنفيذية
- الفصل الرابع: السلطة القضائية

الباب الرابع:
- المسؤوليات الواقعة على عاتق العاملين في جهاز الخدمة العامة وإرث الدولة

الباب الخامس:
- ولايات الاتحاد والمقاطعة الاتحادية

الباب السادس:
- العمل والرفاه الاجتماعي

الباب السابع:
- أحكام عامة

الباب الثامن:
- الإصلاحات الدستورية

الباب التاسع:
- حصانة الدستور

## المواد الحالية للدستور
تتناول الفقرات الآتية الأفكار الرئيسية أو ملخصًا موجزًا عن المحتوى الحالي لمواد الدستور السياسي للولايات المتحدة المكسيكية.

### المادة الأولى
تنص المادة على تمتع كل فرد في المكسيك (الاسم الرسمي هو الولايات المتحدة المكسيكية) بالحقوق التي يمنحها الدستور إليه. لا يمكن إنكار هذه الحقوق أو إسقاطها. يعد الرق محظورًا في المكسيك ويحصل العبيد الذين يصلون الأراضي المكسيكية من الخارج على حريتهم بمجرد دخولهم البلاد ويتمتعون بالحماية الكاملة التي يكفلها القانون لهم. كذلك تحظر المادة كافة أشكال التمييز سواء كان على أساس الأصل الإثني أو القومي أو النوع الاجتماعي أو العمر أو الإعاقة أو الحالة الاجتماعية أو الوضع الصحي أو الآراء أو التفضيلات الجنسية أو الوضع العائلي أو أي شكل آخر من أشكال التمييز التي تنتهك الكرامة الإنسانية وتهدف إلى تقييد حقوق وحريات الأفراد.

### المادة الثانية
تتناول هذه المادة وضع الأمة المكسيكية.
تؤلف الأمة المكسيكية وحدة واحدة غير قابلة للتجزئة. للأمة المكسيكية تركيبة متعددة الثقافات تعود جذورها إلى سكانها الأصليين المنحدرين من الشعب الذي عاش في الإقليم الحالي المؤلف للبلاد في مستهل الحقبة الاستعمارية والذي حافظ على أعرافه الاجتماعية والاقتصادية والثقافية والسياسية الخاصة. يعد وعي هؤلاء بهويتهم الأصلية معيارًا أساسيًا في تحديد هوية أولئك الذين تنطبق عليهم الأحكام القبلية المتعلقة بالشعوب الأصلية. تمثل المجتمعات القبلية الأصلية وحدة متكاملة وتشكل تنظيمًا اجتماعيًا واقتصاديًا وثقافيًا خاصًا بها.

### المادة الثالثة
ينبغي على التعليم الذي تقدمه الدولة الفيدرالية أن يُصمم على نحو يضمن تطوير جميع المدارك العقلية للإنسان تطويرًا متناغمًا وأن يعزز في نفس الوقت حب الوطن والوعي بالتضامن الدولي الرامي إلى تحقيق الاستقلال والعدالة. ويتحتم على التعليم الحكومي الابتعاد عن التحيز (تستعمل الوثيقة الأصلية للدستور كلمة علمانية للإشارة إلى ذلك).
1. يجب على الخدمات التعليمية أن تكون علمانية بطبيعتها وعليه يجب أن تكون بعيدة كل البعد عن أي توجه ديني وذلك وفقًا لما جاء في أحكام الحريات الدينية المنصوص عليها في المادة رقم 24.
2. يجب على الخدمات التعليمية أن تكون مبنية على التقدم العلمي ويجب عليها محاربة الجهل وآثاره والعبودية والتعصب والتحامل.

يجب على الخدمات التعليمية أن تكون ديمقراطية مع الأخذ بعين الاعتبار أن الديمقراطية ليست عبارة عن بنية قانونية ونظام سياسي فحسب إنما نظام حياة مبني على التحسين الاقتصادي والاجتماعي والثقافي المستمر للناس.
يكون التعليم وطنيًا دون عداوة أو إقصاء ويصبو نحو الوصول إلى فهم لمشاكلنا وتسخير مواردنا والدفاع عن استقلالنا السياسي وضمان استقلالنا الاقتصادي واستمرارية ثقافتنا ونموها. ويجب عليه الإسهام في خلق علاقات بشرية أفضل دون أن يقتصر ذلك على العناصر التي تسهم في تعزيز وغرس الإيمان بالمصلحة العامة للمجتمع واحترام كرامة الفرد وسلامة الأسرة، وإنما أيضًا من خلال الاهتمام بمثل الأخوة والمساواة في الحقوق بين جميع الناس وتجنب منح الامتيازات على أساس العرق أو العقيدة أو الطبقة الاجتماعية أو الجنس أو الشخص.
يجوز للأشخاص الانخراط في العملية التعليمية بمختلف أشكالها ومراحلها بصورةٍ فردية، ولكن يجب عليهم الحصول على تفويض صريح مسبق من قبل السلطات العامة عند انخراطهم في التعليم ما قبل المدرسي والابتدائي والثانوي (ومختلف الأشكال أو المراحل المخصصة للعمال والمزارعين). يمكن أن يُقابل هكذا تفويض بالرفض أو الإبطال من خلال قرارات صادرة بحقه، ولا يمكن حينها اتخاذ إجراءات قضائية أو اللجوء إلى سبل الإنصاف بغية العدول عنه.
يجب على جميع المؤسسات الخاصة المتخصصة في التعليم بكافة الأشكال والمراحل المحددة في القسم السابق أن تكون متوافقة مع أحكام القسمين الأول والثاني من الفقرة الأولى الواردة في هذه المادة، وذلك بالإضافة إلى لزوم التزامها بالخطط والبرامج الرسمية.